# لوبلین آر-۸
لوبلین آر-۸ (به انگلیسی: Lublin R-VIII) یک هواگرد آب‌نشین ملخ‌پیشین تک‌موتوره از نوع بمب‌افکن - شناسایی ساخت شرکت Plage i Laśkiewicz است. هواگرد لوبلین آر-۸ نخستین پرواز خود را در مارس ۱۹۲۸ انجام داد. این هواگرد در سال ۱۹۳۰ میلادی رسماً معرفی گردید و در سال‌های ۱۹۲۸–۱۹۳۰ تولید شده‌است. در مجموع، تعداد ۶ فروند از این هواگرد ساخته شده‌است.

## ویژگی‌ها
ویژگی‌های عمومی
- خدمه: ۲
- طول: ۱۱٫۱۲۵ متر (۳۶ فوت ۶ اینچ) R.VIIIbis ۱۲٫۰۶ متر (۴۰ فوت)
- پهنای بال: ۱۷ متر (۵۵ فوت ۹ اینچ)
- ارتفاع: ۴٫۵ متر (۱۴ فوت ۹ اینچ)
- مساحت بال‌ها: ۷۶٫۴ متر مربع (۸۲۲ فوت مربع)
- وزن خالی: ۲٬۴۵۷ کیلوگرم (۵٬۴۱۷ پوند) R.VIIIbis ۲٬۹۱۹ کیلوگرم (۶٬۴۳۵ پوند)
- وزن ناخالص: ۴٬۳۰۰ کیلوگرم (۹٬۴۸۰ پوند)
- بیشترین وزن برخاست: ۵٬۰۰۰ کیلوگرم (۱۱٬۰۲۳ پوند)
- ظرفیت سوخت: ۱٬۲۰۰ لیتر (۳۲۰ گالون آمریکایی؛ ۲۶۰ گالون بریتانیایی) + optional auxiliary tanks
- پیشرانه: ۱ عدد W-18 water-cooled piston engine Lorraine-Dietrich 18Kd، ۵۵۲ کیلووات (۷۴۰ اسب بخار)  for take-off

۴۸۴ کیلووات (۶۴۹ اسب بخار) rated power
- ملخ‌ها: Levasseur No.704

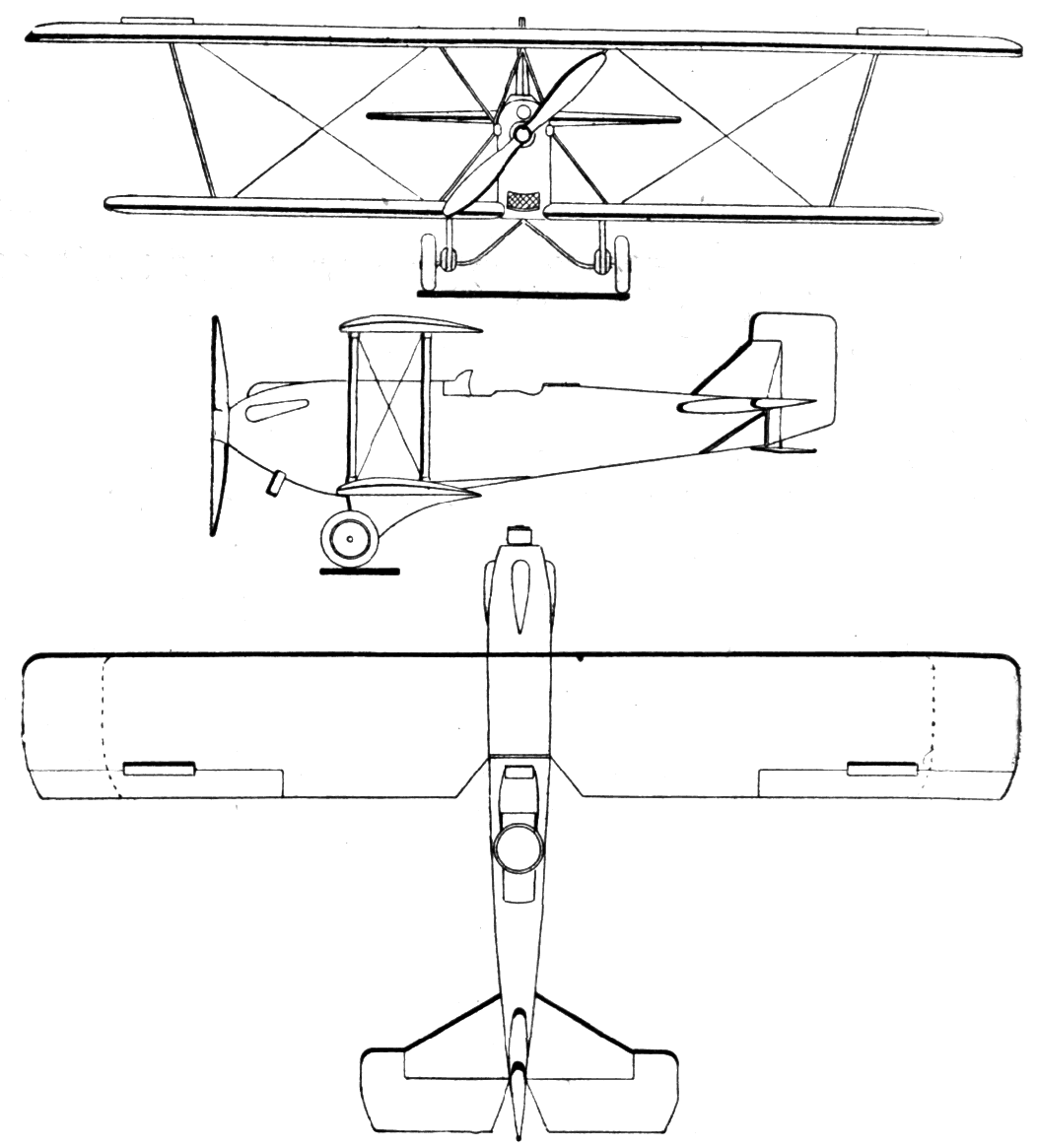
آر-۸ از سه نمای مختلف

- ملخ‌ها: قطر  ۴٫۴ متر (۱۴ فوت ۵ اینچ) fixed-pitch metal propeller

عملکرد
- حداکثر سرعت: ۲۳۰ کیلومتر بر ساعت (۱۴۰ مایل بر ساعت، ۱۲۰ گره) at sea level R.VIIIbis

۲۲۰ کیلومتر بر ساعت (۱۴۰ مایل بر ساعت) at sea level
- سرعت کروز: ۱۹۵ کیلومتر بر ساعت (۱۲۱ مایل بر ساعت، ۱۰۵ گره)
- سرعت واماندگی: ۸۵ کیلومتر بر ساعت (۵۳ مایل بر ساعت، ۴۶ گره)
- بُرد: ۱٬۴۹۰–۱٬۷۲۰ کیلومتر (۹۳۰–۱٬۰۷۰ مایل، ۸۰۰–۹۳۰ مایل دریایی) R.VIIIbis ۸۰۰ کیلومتر (۵۰۰ مایل؛ ۴۳۰ مایل دریایی)
- حداکثر ارتفاع: ۵٬۷۰۰ متر (۱۸٬۷۰۰ فوت) R.VIIIbis ۴٬۰۰۰ متر (۱۳٬۱۲۳ فوت)
- نرخ صعود: ۵٫۲۵ متر بر ثانیه (۱٬۰۳۳ فوت بر دقیقه)
- زمان اوج‌گیری: ۱٬۰۰۰ متر (۳٬۲۸۱ فوت) in 3 minutes 43 seconds
- بارگیری بال: ۵۶٫۶ کیلوگرم بر متر مربع (۱۱٫۶ پوند بر فوت مربع)
- توان به وزن|توان/جرم: ۰٫۰۶۹ kilowatts per kilogram (۰٫۰۴۲ horsepower per pound)
- Take-off run: ۴۰–۶۰ متر (۱۳۱–۱۹۷ فوت)

تسلیحات

- اسلحه‌ها: یک مسلسل ثابت ۷٫۷ میلی‌متری ویکرز و دو مسلسل متحرک ۷٫۷ میلی‌متری لویس
- بمب‌ها: ۱٬۰۰۰ کیلوگرم بمب (۳۰۰ کیلوگرم در مدل floatplane)